# Natação no Campeonato Mundial de Esportes Aquáticos de 2009 - 50 m costas feminino
A prova dos 50 metros costas feminino da natação no Campeonato Mundial de Esportes Aquáticos de 2009 ocorreu nos dias 29 e 30 de julho no Stadio del Nuoto em Roma.

## Recordes
Antes desta competição, os recordes mundiais e do campeonato nesta prova eram os seguintes:
| Tipo                  | Atleta          | Tempo | Local     | Data                | Ref |
| --------------------- | --------------- | ----- | --------- | ------------------- | --- |
|                       | Sophie Edington | 24,33 | Sydney    | 23 de março de 2008 | ver |
| Recorde do campeonato | Leila Vaziri    | 24,80 | Melbourne | 28 de março de 2007 | ver |

## Medalhistas
| Ouro            | Prata                  | Bronze          |
| Jing Zhao (CHN) | Daniela Samulski (GER) | Chang Gao (CHN) |

## Resultados

### Eliminatórias
Estes são os resultados das eliminatórias:
| Pos. | Atleta                      | Tempo | Bateria | Raia | Notas                 |
| ---- | --------------------------- | ----- | ------- | ---- | --------------------- |
| 1    | BLR Aleksandra Gerasimenya  | 27.65 | 13      | 2    | Recorde do campeonato |
| 2    | GER Daniela Samulski        | 27.70 | 13      | 4    |                       |
| 2    | RUS Anastasia Zueva         | 27.70 | 14      | 4    |                       |
| 4    | AUS Sophie Edington         | 27.82 | 14      | 3    |                       |
| 5    | CHN Jing Zhao               | 27.85 | 12      | 4    |                       |
| 6    | USA Hayley Mcgregory        | 27.88 | 12      | 5    |                       |
| 7    | BRA Fabiola Molina          | 27.94 | 14      | 2    |                       |
| 8    | JPN Aya Terakawa            | 27.95 | 13      | 5    |                       |
| 9    | CHN Chang Gao               | 28.02 | 14      | 5    |                       |
| 10   | GBR Gemma Spofforth         | 28.19 | 12      | 3    |                       |
| 11   | NED Hinkelien Schreuder     | 28.23 | 12      | 6    |                       |
| 12   | AUS Emily Seebohm           | 28.25 | 13      | 6    |                       |
| 13   | ITA Elena Gemo              | 28.27 | 12      | 7    | Recorde nacional      |
| 14   | CRO Sanja Jovanovic         | 28.28 | 12      | 2    |                       |
| 15   | JPN Shiho Sakai             | 28.31 | 13      | 3    |                       |
| 16   | ESP Mercedes Peris          | 28.51 | 14      | 6    |                       |
| 17   | NOR Ingvild Snildal         | 28.55 | 12      | 9    |                       |
| 18   | AUT Fabienne Nadarajah      | 28.72 | 14      | 8    |                       |
| 19   | GBR Elizabeth Simmonds      | 28.78 | 13      | 7    |                       |
| 20   | RUS Mariya Gromova          | 28.80 | 13      | 8    |                       |
| 21   | BRA Etiene Medeiros         | 28.82 | 14      | 7    |                       |
| 22   | USA Elizabeth Pelton        | 28.86 | 11      | 6    |                       |
| 23   | KAZ Yekaterina Rudenko      | 29.01 | 14      | 1    |                       |
| 24   | CZE Klara Vaclavikova       | 29.05 | 14      | 9    |                       |
| 25   | POL Alicja Tchorz           | 29.07 | 12      | 8    |                       |
| 26   | DEN Pernille Jessing Larsen | 29.08 | 11      | 2    |                       |
| 27   | SRB Marica Strazmester      | 29.09 | 11      | 5    |                       |
| 27   | NED Ranomi Kromowidjojo     | 29.09 | 13      | 1    |                       |
| 29   | SVK Martina Moravcova       | 29.12 | 11      | 4    |                       |
| 29   | ITA Laura Letrari           | 29.12 | 12      | 1    |                       |

| Ver o restante da classificação | Ver o restante da classificação | Ver o restante da classificação | Ver o restante da classificação | Ver o restante da classificação | Ver o restante da classificação | Ver o restante da classificação |
| Pos.                            | Atleta                          | Tempo                           | Bateria                         | Raia                            | Notas                           |                                 |
| ------------------------------- | ------------------------------- | ------------------------------- | ------------------------------- | ------------------------------- | ------------------------------- | ------------------------------- |
| 31                              | MEX Maria Gonzalez              | 29.13                           | 10                              | 3                               |                                 |                                 |
| 32                              | UKR Iryna Amshennikova          | 29.14                           | 11                              | 8                               |                                 |                                 |
| 33                              | CZE Simona Baumrtova            | 29.19                           | 14                              | 0                               |                                 |                                 |
| 34                              | FIN HannaMaria Seppala          | 29.20                           | 10                              | 5                               |                                 |                                 |
| 34                              | SIN Shana Jia Yi Lim            | 29.20                           | 11                              | 7                               |                                 |                                 |
| 36                              | SWE Magdalena Kuras             | 29.26                           | 10                              | 6                               |                                 |                                 |
| 36                              | NOR Katharina Stiberg           | 29.26                           | 11                              | 1                               |                                 |                                 |
| 38                              | SIN Li Tao                      | 29.28                           | 8                               | 4                               |                                 |                                 |
| 39                              | CAN Sinead Russell              | 29.45                           | 11                              | 3                               |                                 |                                 |
| 40                              | KAZ Anastasiya Prilepa          | 29.49                           | 9                               | 0                               |                                 |                                 |
| 41                              | SUI Ivana Gabrilo               | 29.51                           | 11                              | 9                               |                                 |                                 |
| 41                              | UKR Daryna Zevina               | 29.51                           | 13                              | 9                               |                                 |                                 |
| 43                              | BER Kiera Aitken                | 29.55                           | 10                              | 8                               |                                 |                                 |
| 44                              | COL Carolina Colorado Henao     | 29.57                           | 10                              | 4                               |                                 |                                 |
| 45                              | LTU Rugile Mileisyte            | 29.58                           | 7                               | 0                               |                                 |                                 |
| 46                              | IRL Aisling Cooney              | 29.69                           | 10                              | 9                               |                                 |                                 |
| 47                              | FIN RiiaRosa Koskelainen        | 29.70                           | 11                              | 0                               |                                 |                                 |
| 48                              | BLR Aleksandra Kovaleva         | 29.73                           | 10                              | 0                               |                                 |                                 |
| 49                              | HKG Hiu Wai Sherry Tsai         | 29.74                           | 13                              | 0                               |                                 |                                 |
| 50                              | VEN Jeserick Pinto              | 29.77                           | 9                               | 2                               |                                 |                                 |
| 51                              | SVK Katarina Milly              | 29.83                           | 9                               | 3                               |                                 |                                 |
| 51                              | BAH Alana Dillette              | 29.83                           | 9                               | 9                               |                                 |                                 |
| 53                              | CAN Gabrielle Soucisse          | 29.84                           | 12                              | 0                               |                                 |                                 |
| 54                              | SLO Maja Sovinek                | 29.90                           | 9                               | 5                               |                                 |                                 |
| 55                              | BUL Ekaterina Avramova          | 29.91                           | 10                              | 1                               |                                 |                                 |
| 56                              | COL Juanita Barreto Barreto     | 29.92                           | 9                               | 6                               |                                 |                                 |
| 57                              | POL Klaudia Nazieblo            | 29.93                           | 10                              | 2                               |                                 |                                 |
| 58                              | LUX Sarah Rolko                 | 30.02                           | 9                               | 4                               |                                 |                                 |
| 59                              | LUX Dana Gales                  | 30.22                           | 8                               | 3                               |                                 |                                 |
| 60                              | HKG Yin Yan Claudia Lau         | 30.26                           | 10                              | 7                               |                                 |                                 |
| 61                              | EGY Dina Hegazy                 | 30.29                           | 8                               | 1                               |                                 |                                 |
| 62                              | ISR Amit Ivry                   | 30.32                           | 9                               | 8                               |                                 |                                 |
| 63                              | LCA Siona Huxley                | 30.39                           | 7                               | 2                               |                                 |                                 |
| 64                              | EST Katlin Sepp                 | 30.42                           | 8                               | 6                               |                                 |                                 |
| 65                              | TUR Gizem Cam                   | 30.48                           | 9                               | 7                               |                                 |                                 |
| 66                              | EST AnnaLiisa Pold              | 30.49                           | 2                               | 1                               |                                 |                                 |
| 67                              | UZB Yulduz Kuchkarova           | 30.52                           | 8                               | 5                               |                                 |                                 |
| 68                              | ISR Anna Volchkov               | 30.59                           | 7                               | 9                               |                                 |                                 |
| 69                              | TPE Ting Chen                   | 30.63                           | 9                               | 1                               |                                 |                                 |
| 70                              | PAR Maria Virginia Baez Franco  | 30.88                           | 7                               | 6                               |                                 |                                 |
| 71                              | AND Ramirez Monica              | 30.92                           | 7                               | 3                               |                                 |                                 |
| 72                              | ECU Diana Chang                 | 30.95                           | 8                               | 2                               |                                 |                                 |
| 73                              | ZIM Nicole Horn                 | 30.98                           | 5                               | 8                               |                                 |                                 |
| 74                              | PNG AnnaLiza Mopiojane          | 31.08                           | 7                               | 4                               |                                 |                                 |
| 75                              | VEN Elimar Barrios              | 31.11                           | 8                               | 7                               |                                 |                                 |
| 76                              | AHO Silvie Ketelaars            | 31.18                           | 8                               | 8                               |                                 |                                 |
| 77                              | SUR Nishani Cicilson            | 31.30                           | 6                               | 4                               |                                 |                                 |
| 78                              | JAM Kendese Nangle              | 31.53                           | 8                               | 0                               |                                 |                                 |
| 79                              | LIB Amina Meho                  | 31.56                           | 7                               | 1                               |                                 |                                 |
| 80                              | SUR Chinyere Pigot              | 31.84                           | 3                               | 4                               |                                 |                                 |
| 81                              | NCA Dalia Torrez                | 32.04                           | 6                               | 2                               |                                 |                                 |
| 82                              | MLT Nicol Cremona               | 32.05                           | 7                               | 7                               |                                 |                                 |
| 83                              | KEN Sylvia Brunlehner           | 32.06                           | 5                               | 4                               |                                 |                                 |
| 83                              | IND Fariha Zaman                | 32.06                           | 7                               | 5                               |                                 |                                 |
| 85                              | KEN Rachita Shah                | 32.15                           | 4                               | 2                               |                                 |                                 |
| 86                              | GUA Karla Toscano               | 32.16                           | 6                               | 7                               |                                 |                                 |
| 87                              | ZIM Kirsten Lapham              | 32.19                           | 6                               | 9                               |                                 |                                 |
| 88                              | SEN Khadidiatou Dieng           | 32.20                           | 5                               | 5                               |                                 |                                 |
| 89                              | FRO Birita Debes                | 32.27                           | 6                               | 0                               |                                 |                                 |
| 90                              | MAC Chi Wun Long                | 32.33                           | 6                               | 6                               |                                 |                                 |
| 91                              | HON Karen Vilorio               | 32.34                           | 6                               | 5                               |                                 |                                 |
| 92                              | NAM Jonay Briedenhann           | 32.36                           | 6                               | 8                               |                                 |                                 |
| 93                              | ARM Anahit Barseghyan           | 32.47                           | 7                               | 8                               |                                 |                                 |
| 94                              | FIJ Cheyenne Rova               | 32.57                           | 5                               | 6                               |                                 |                                 |
| 95                              | BER Rebecca Sharpe              | 32.69                           | 8                               | 9                               |                                 |                                 |
| 96                              | ZAM Jade Ashleigh Howard        | 32.92                           | 4                               | 5                               |                                 |                                 |
| 97                              | GRN Sophia Noel                 | 32.95                           | 5                               | 9                               |                                 |                                 |
| 98                              | MAC Lok In Che                  | 33.03                           | 5                               | 1                               |                                 |                                 |
| 99                              | MON Angelique Trinquier         | 33.04                           | 4                               | 4                               |                                 |                                 |
| 100                             | SEN Mareme Faye                 | 33.07                           | 5                               | 2                               |                                 |                                 |
| 101                             | ALB Sara Abdullahu              | 33.10                           | 2                               | 4                               |                                 |                                 |
| 102                             | PAK Kiran Khan                  | 33.39                           | 6                               | 3                               |                                 |                                 |
| 103                             | FIJ Adele Rova                  | 33.41                           | 5                               | 3                               |                                 |                                 |
| 104                             | MOZ Jessika Cossa               | 33.73                           | 4                               | 8                               |                                 |                                 |
| 105                             | HON Ana Euceda Gutierrez        | 33.75                           | 5                               | 7                               |                                 |                                 |
| 106                             | MOZ Faina Salate                | 33.80                           | 3                               | 6                               |                                 |                                 |
| 107                             | ANG Ruth Carvalho               | 33.96                           | 6                               | 1                               |                                 |                                 |
| 108                             | SEY Shannon Austin              | 34.01                           | 4                               | 0                               |                                 |                                 |
| 109                             | SWZ Kathryn Millin              | 34.22                           | 3                               | 2                               |                                 |                                 |
| 110                             | MAD Stephanie Rasoamanana       | 34.23                           | 4                               | 3                               |                                 |                                 |
| 111                             | ZAM Danielle Bernadine Findlay  | 34.67                           | 4                               | 7                               |                                 |                                 |
| 112                             | BRU Mohamad Husain              | 34.83                           | 3                               | 3                               |                                 |                                 |
| 113                             | ASA Rachael Glenister           | 34.89                           | 3                               | 8                               |                                 |                                 |
| 114                             | MAD Estellah Fils Rabetsara     | 35.00                           | 5                               | 0                               |                                 |                                 |
| 115                             | PNG Judith Ilan Meauri          | 35.02                           | 3                               | 7                               |                                 |                                 |
| 116                             | FSM Debra Daniel                | 35.20                           | 4                               | 1                               |                                 |                                 |
| 117                             | BRU Maria Grace Koh             | 35.25                           | 4                               | 6                               |                                 |                                 |
| 118                             | PLE Sabine Hazboun              | 35.79                           | 4                               | 9                               |                                 |                                 |
| 119                             | MDV Sausan Aishath              | 35.87                           | 2                               | 7                               |                                 |                                 |
| 120                             | ALB Reni Jani                   | 35.99                           | 2                               | 5                               |                                 |                                 |
| 121                             | PLW Osisang Chilton             | 36.32                           | 1                               | 5                               |                                 |                                 |
| 122                             | PAK Rida Mitha                  | 36.34                           | 3                               | 5                               |                                 |                                 |
| 123                             | NGR Ifiezibe Gagbe              | 36.57                           | 3                               | 1                               |                                 |                                 |
| 124                             | MON Amelie Trinquier            | 36.60                           | 3                               | 0                               |                                 |                                 |
| 125                             | UGA Olivia Infield              | 36.61                           | 2                               | 2                               |                                 |                                 |
| 125                             | CAM Sam Phors Seng              | 36.61                           | 2                               | 8                               |                                 |                                 |
| 127                             | MHL Melissa Peacock             | 36.83                           | 3                               | 9                               |                                 |                                 |
| 128                             | TAN Gouri Kotecha               | 37.07                           | 1                               | 3                               |                                 |                                 |
| 129                             | NEP Shaila Rana                 | 37.29                           | 2                               | 3                               |                                 |                                 |
| 130                             | MHL Clarissa Brady              | 37.64                           | 2                               | 6                               |                                 |                                 |
| 131                             | TAN Mariam Foum                 | 38.25                           | 1                               | 4                               |                                 |                                 |
| 132                             | ETH Yanet Gebremedhin           | 40.80                           | 2                               | 0                               |                                 |                                 |

### Semifinal
Estes são os resultados das semifinais:
| Pos. | Atleta                     | Bateria | Raia | Tempo | Notas            |
| ---- | -------------------------- | ------- | ---- | ----- | ---------------- |
| 1    | RUS Anastasia Zueva        | 2       | 5    | 27.38 | Recorde mundial  |
| 2    | GER Daniela Samulski       | 1       | 4    | 27.39 |                  |
| 3    | AUS Sophie Edington        | 1       | 5    | 27.51 |                  |
| 4    | BLR Aleksandra Gerasimenya | 2       | 4    | 27.57 |                  |
| 5    | CHN Jing Zhao              | 2       | 3    | 27.59 | Recorde asiático |
| 6    | CHN Chang Gao              | 2       | 2    | 27.66 |                  |
| 7    | AUS Emily Seebohm          | 1       | 7    | 27.70 |                  |
| 7    | BRA Fabiola Molina         | 2       | 6    | 27.70 |                  |
| 9    | JPN Aya Terakawa           | 1       | 6    | 27.73 | Recorde nacional |
| 10   | NED Hinkelien Schreuder    | 2       | 7    | 27.77 |                  |
| 11   | USA Hayley Mcgregory       | 1       | 3    | 27.83 |                  |
| 12   | JPN Shiho Sakai            | 2       | 8    | 27.88 |                  |
| 13   | GBR Gemma Spofforth        | 1       | 2    | 27.92 |                  |
| 14   | CRO Sanja Jovanovic        | 1       | 1    | 28.19 |                  |
| 15   | ESP Mercedes Peris         | 1       | 8    | 28.28 |                  |
| 16   | ITA Elena Gemo             | 2       | 1    | 28.32 |                  |

### Final
Estes são os resultados da final:
| Pos.              | Atleta                     | Raia | Tempo | Notas           |
| ----------------- | -------------------------- | ---- | ----- | --------------- |
| Medalha de ouro   | CHN Jing Zhao              | 2    | 27.06 | Recorde mundial |
| Medalha de prata  | GER Daniela Samulski       | 5    | 27.23 |                 |
| Medalha de bronze | CHN Chang Gao              | 7    | 27.28 |                 |
| 4                 | RUS Anastasia Zueva        | 4    | 27.31 |                 |
| 5                 | BLR Aleksandra Gerasimenya | 6    | 27.62 |                 |
| 6                 | AUS Sophie Edington        | 3    | 27.73 |                 |
| 7                 | AUS Emily Seebohm          | 1    | 27.83 |                 |
| 8                 | BRA Fabiola Molina         | 8    | 27.88 |                 |

## Novos recordes
| Tipo                  | Atleta    | Tempo | Local | Data                | Ref |
| --------------------- | --------- | ----- | ----- | ------------------- | --- |
|                       | Jing Zhao | 27.23 | Roma  | 30 de julho de 2009 | ver |
| Recorde do campeonato | Jing Zhao | 27.23 | Roma  | 30 de julho de 2009 | ver |

Legenda
| Recorde mundial       | Recorde mundial (World record)               |                       | Recorde africano                      | Recorde africano (African) |                                           | Q | Classificado por posição (Qualified) |
| Recorde do campeonato | Recorde do campeonato (Championship record)  | Recorde da América    | Recorde da América (Americas)         | q                          | Classificado por melhor tempo (Qualified) |   |                                      |
| Melhor marca do ano   | Melhor marca do ano (World leading)          | Recorde asiático      | Recorde asiático (Asian)              | DNS                        | Não largou (Did not start)                |   |                                      |
| Recorde nacional      | Recorde nacional (National record)           | Recorde europeu       | Recorde europeu (European)            | DNF                        | Não terminou (Did not finish)             |   |                                      |
| Recorde pessoal       | Recorde pessoal do atleta (Personal best)    | Recorde da Oceania    | Recorde da Oceania (Oceania)          | DSQ / DQ                   | Desclassificado (Disqualified)            |   |                                      |
| Recorde da temporada  | Recorde da temporada do atleta (Season best) | Recorde sul-americano | Recorde sul-americano (South America) | NM                         | Sem marca (No mark)                       |   |                                      |